# Wilpattu National Park
Wilpattu National Park är en nationalpark i Sri Lanka. Den ligger i den nordvästra delen av landet, 170 km norr om huvudstaden Colombo. Wilpattu National Park ligger 84 meter över havet. Arean är 131 667 kvadratkilometer.